# 陳強 (主持人)
陳強（1983年9月18日—） ，《黑紙》雜誌、《100毛》雜誌、「白卷出版社」的創辦人，也是作家。
曾為香港商業電台叱咤903主持人，原名為陸家俊（英語：Luk Ka-chun），由於同台DJ歌手軟硬天師經典金曲《廣播道Fans殺人事件》一句歌詞「陸家俊我地支持你」，陳強怕寫這個名在履歷表，人家以為他鬧着玩。他覺得在街上那麼多人叫陳生和阿強，便決定改名陳強。

## 簡歷
陳強畢業於屯門官立小學（1995年上午校小六），曾在2013年被校方邀請回校擔任畢業典禮主禮嘉賓。他及後入讀南屯門官立中學（中一至中七），後在香港城市大學主修環境科學與管理。家中有一名哥哥和一名弟弟，排行第二。在曾錦程的廣告公司做過暑期工，○五年大學畢業後，獲廣告公司引薦入商台，在2005年7月30日加入香港商業電台週六節目森美移動任節目主持，
2009年，受林若寧建議，陳強開始主持你睇我唔到訪問劣势社群。
2009年12月，陳強與Bu主持塔利A班，並正式宣布與林日曦三人於2010年共同推出《黑紙》。
2010年，為《AM 730》撰寫專欄「吹脹八十後」。
2011年6月20日，陳強於其網誌宣布自己將會暫時離開商台，原因是「想出去闖闖」。最後一集《你睇我唔到》於7月1日晚上播放，而最後一集《人人人》則在7月3日下午播放。
2012年5月於facebook公開戀情。
2012年7月於港鐵車站求婚成功。
2012年11月17日，陳強閃婚，太太為任職時裝界的Shirley Li。
2013年3月7日，跟「黑紙」拍檔再創立《100毛》雜誌，同年7月首次參與書展活動，並創立「白卷出版社」，2015年再創立毛記電視。
2015年7月，與首任太太Shirley因性格不合而離婚，婚姻只維持了三年多。
2022年5月，根據港交所資料披露，陳強已與第二任妻子陳嘉希（Christine Chan）再婚，後者並以配偶身份獲得毛記葵涌之權益。

## 受訪答問惹林海峰批評
陳強接受《信報》訪問，題為《青年，小眾廣播聲音 如何『大曬』？》，陳在報中暗指商台沒有深度，指商台「不談論李克強造訪港大事件，只談論藍精靈好不好看」，林海峰看後即在翌日《在晴朗的一天出發》回應陳強所言並非屬實，並指出商台早上節目已有談論相關事情。
事後陳強在其Facebook頁面解釋是信報記者漏報，並指除了《在晴朗的一天出發》外，903沒有節目談時事「不是個別節目的問題，而是全個台的方向問題。」，而且肯定自己當時已跟記者說明「唔計晴朗啦，唔通晴朗唔講時事咩！」，但因為相關講話未被記者引述，因此文章看起來便變得武斷。陳強又質疑「既然林海峰覺得記者不應該不問清楚就寫﹐他為何不先打電話來問問我，然後才評論」。
事後兩人和好，林海峰其後最少2次出現於陳強有份的雜誌封面上，分別為《黑紙》2012年第9期及《100毛》2013年第11期。

## 離開前主持節目
- 你睇我唔到 （逢星期二至六凌晨1時至2時）
- 人人人（逢星期日下午4時至6時）
- 903 idclub 想索敢要 （逢星期日下午1時至2時）

## 曾經主持節目
- 903 傍住你放榜
- 空中喱民
- 正義不正確
- 在鼠年的一天出發（2008年2月7日至8日上午7時至10時）
- 有耳喱民（星期二至六凌晨十二時至凌晨二時）
- DO人SHOW- 一台陳強
- 在牛年的一天出發
- Do人show （逢星期一至五晚上9時至10時）
- U （逢星期六晚上7時至9時）
- 森美移動 （逢星期六晚上11時至星期日凌晨1時，與森美和詹志民共同主持)
- 塔利A班
- 你聽我唔到 （逢星期六晚上7時至9時）

## 曾經參與廣播劇
- 黃金少年(Season 4)（飾演:狗奴才 - 溶解俠）
- 黃金少年(Season 2)（飾演:狗奴才 - 溶解俠）
- 高登少年(Season 1)（飾演:狗奴才）（星期一至星期五 晚上八時至十時於空中喱民內約八時三十分播出）
- 戀愛上世紀—勵志天王 金八先生（Season 2）（飾演:宮本陳強）（星期日 晚上八至九時天王教室內播出）
- 小東西(烏蠅雞條尾)@大野叔叔拆你屋（逢星期一至星期五下午5時30分至6時和翌日凌晨12時30分至1時）
- 喪強@喪Do男前傳（於有耳喱民時段內大約凌晨十二時二十分後播出）
- 森美幻想劇（時間不定，通常在森美移動 尾段播放）
- 森美移動音樂機械特勤（通常飾演壞蛋。逢星期六森美移動時段內播放，約於11點半至12點播放）

## 參與組合
- 森美移動（其餘成員︰森美、詹志民、細So）
  - 2007年
    - 點解你唔郁
    - 三點式
    - 四仔
    - 健美先生
    - 片尾曲

  - 2008年
    - Never Say Kai
- LCK（其餘成員：喪Do男、Kit）
  - 主打歌曲:LCK，I甩You
- Unidex（其餘成員：阿Bu、王郁）
  - 主打歌曲：櫻花下的夕陽，白色的彩虹
  - 會考A歌:
    - 會考中史A歌：玄武門之變
    - 會考數學A歌：三角關係
    - 會考歷史A歌：1914
    - 會考生物A歌：維他命與你
    - 會考文學A歌：唐詩詩 feat 李白
    - 會考地理A歌：吹得就吹
    - 會考會計A歌：會計會計
    - 會考英文口試A歌：That's Right
    - 會考放傍A歌：傍住你

## 出版書籍
- 《你睇我唔到》
  - 節目你睇我唔到電台訪問結集，精選13位香港癲青故事，陳強親自撰寫……香港青年最「睇唔到」的面貌；你看完此書之後，你會看見這個世界有所不同……
  - 出版社：日閱堂
  - 出版日期：2011年7月，書展前
  - 定價：$68（作者所獲本書版稅全數撥捐協青社。）
- 《討厭我嗎？你喜歡吧！》
  - 一直以「陳強」名義做過的創作，例如8年前到商台見工時交去的「偽廣告文案」，也有大學畢業前親手畫的四格漫畫
  - 出版社：日閱堂
  - 出版日期：2011年書展
  - 定價：$88
- 《結婚不結婚》
  - 陳強跟老婆(Shirley Li)合力撰寫，分開各抒40篇輕鬆動人的散文，再配以圖表，將「求婚」、「提親」、「籌備」、「結婚傳統」、「女人眼中的結婚」以及最重要的——「婚後相處之道」寫出來。
  - 出版社：白卷出版社
  - 出版日期：2013年7月
  - 定價：$68

## 爭議
陳強曾在一個節目中，利用字母小姐一案中的「ABC」小姐作為遊戲環節，因為拿受害者開玩笑引起聽眾非議。商台高層也覺得這樣的做法不道德，並向陳強發出警告信。
其後他在主持節目《你睇我唔到》時，理性地堅持自己的觀點，卻受到部份網民非議，比較具爭議的事件有「金鈴事件」。有網民更於facebook設立反對陳強為題的群組。及後，陳強在接受壹傳媒旗下之視頻網站V壹網訪問時，表示很多爭議如「金鈴事件」都只是網民化大，更指這都是「黑心網民的成功」。並說他的取材是循著既定方向，都是發放「正能量和正確價值觀」。
又例如另一事件「軒仔事件」，軒仔被指曾經傷害已有其身孕之女友，更被起底；陳強覺得事有蹺蹊，並在節目公然反對起底，當時的網民都聽不進耳。而事後，軒仔被證實清白，只是被人所害，一眾曾力指陳強不是的網民卻不知所終。

## 外部連結
- 陳強最常用的網誌 （页面存档备份，存于）
- 商業電台主持簡介 （页面存档备份，存于）
- 陳強的Xanga網誌 （页面存档备份，存于）（已停用）
- 陳強在my903.com的網誌 （页面存档备份，存于）（已停用）
- 黑紙網站 （页面存档备份，存于）
- 100毛網站 （页面存档备份，存于）